# Parafia św. Józefa Oblubieńca w Jenikowie
Parafia pw. św. Józefa Oblubieńca w Jenikowie – parafia rzymskokatolicka, należąca do dekanatu Maszewo, archidiecezji szczecińsko-kamieńskiej, metropolii szczecińsko-kamieńskiej. W parafii posługują księża diecezjalni.  

## Miejsca święte

### Kościół parafialny
Kościół pw. św. Józefa Oblubieńca w Jenikowie

### Kościoły filialne i kaplice
- Kościół pw. św. Apostołów Piotra i Pawła w Bagnach[1]
- Kościół pw. Świętej Rodziny w Dębicach[1]
- Kościół pw. Podwyższenia Krzyża Świętego w Korytowie[1]
- Kościół pw. Matki Bożej Częstochowskiej w Wojtaszycach[1]